# SMAP 002
『SMAP 002』（-ゼロ・ゼロ・ツー）は、SMAP2枚目のオリジナル・アルバム。 1992年8月26日(CD盤,カセットテープ版),1992年12月16日(DCC版)にビクター音楽産業（現JVCケンウッド・ビクターエンタテインメント）から発売された。

## 解説
シングル「負けるなBaby! 〜Never give up」は未収録。

## 収録曲
1. 心の鏡（TV MIX）
作詞：福島優子　作曲：筒美京平　編曲：土方隆行
3rdシングルのテレビバージョン
2. 真夜中のMERRY-GO-ROUND
作詞：浅田有理　作曲：多々納好夫　編曲：重実徹
SMAP主演 VHS/DVD「オリジナル・ストーリー 心の鏡」挿入歌
SMAP主演 映画「シュート!」挿入歌
3. Adieu
作詞：高柳恋　作曲：谷本新　編曲：椎名和夫
4. Living in the Jungle
作詞：相田毅　作曲：川上明彦　編曲：CHOKKAKU　コーラスアレンジ：椎名和夫
5. さよならのサマーレイン - 稲垣吾郎・森且行
作詞：相田毅　作曲・編曲：野崎昌利　コーラスアレンジ：椎名和夫
6. Fade Out
作詞：小倉めぐみ　作曲：羽田一郎　編曲：岩田雅之
リミックス・アルバム「BOO」にも収録。
7. 恋のメロディー - 木村拓哉
作詞・作曲：山森正之　編曲：THE SHAMROCK
8. Waiting Waiting Waiting
作詞：小倉めぐみ・TAKUYA　作曲：谷本新　編曲：FENCE OF DEFENSE
9. Part Time Kiss - 木村拓哉・稲垣吾郎
作詞：久和カノン　作曲：川上明彦　編曲：CHOKKAKU
1st Instrumentalアルバム「SMAPPIES - Rhythmsticks」、2001Versionを4thベスト・アルバム「pamS」に収録。
10. Teenage Blue
作詞：山森正之　作曲：山森正之・高橋一路　編曲：THE SHAMROCK
SMAP出演 Panasonic「ででんのでん」CMソング
11. Heartの秘密 - 草彅剛・香取慎吾
作詞・作曲：山森正之　編曲：THE SHAMROCK
12. 君に夢中 -FUNNY GIRL-
作詞：山森正之　作曲：山森正之・高橋一路　編曲：THE SHAMROCK

## 特典
Video 「心の鏡」との同時購入でのプレゼントキャンペーンが実施されていた。

## 映像作品
真夜中のMERRY-GO-ROUND
- SMAP 010 "TEN"
  - 5人 体制初披露
- LIVE BIRDMAN
- Smap! Tour! 2002!
- Pop Up! SMAP LIVE! 思ったより飛んじゃいました! ツアー

Adieu
- SEXY SIX SHOW

Living in the Jungle
- SMAP Winter Concert 1995-1996

さよならのサマーレイン
- SEXY SIX SHOW
- SMAP 010 "TEN"
  - 5人で披露

Waiting Waiting Waiting
- SMAP 007 MOVIES〜Summer Minna Atsumare Party

君に夢中 -FUNNY GIRL-
- SMAP 007 MOVIES〜Summer Minna Atsumare Party